# Huvenia
Huvenia é um gênero extinto de plantas do Devoniano Inferior (idade Pragiano, por volta de 411 até 408 milhões de anos atrás), sendo descoberto em depósitos de ardósia do Maciço Renano.  A geração de esporófitos era consistida de caules sem folhas (eixos), que parecem ser achatados e que se ramificavam dicotomicamente. O filamento de tecido condutor continha traqueídeos simples, o que a torna uma planta vascular (traqueófita). Os esporângios (órgãos formadores de esporos) nasceram nas extremidades de caules curtos e ramificados ao invés de terminarem nos caules principais, como em algumas outras plantas terrestres primitivas. Os esporângios parecem ter sido torcidos, mas não está claro se essa característica estava presente em vida ou foi desenvolvida após a fossilização. 

## Filogenia
Em 2004, Crane et al. publicou um cladograma para os polisporangiófitos, na qual o gênero Huvenia foi colocado fazendo parte da família Rhyniaceae. 